# Yeremi Pino
Yeremi Jesús Pino Santos (Las Palmas, 20 oktober 2002) - alias Yeremy - is een Spaans voetballer die doorgaans als vleugelspeler speelt. Hij stroomde in 2020 door vanuit de jeugd van Villarreal. Yeremy debuteerde in 2021 in het Spaans voetbalelftal.

## Clubcarrière
Yeremy speelde in de jeugd van UD Las Palmas en CD Roda en maakte in 2019 de overstap naar Villarreal. Hier begon hij op zestienjarige leeftijd in het derde elftal. Yeremy debuteerde op 22 oktober 2020 in de hoofdmacht van Villarreal, in een met 5–3 gewonnen wedstrijd in de Europa League tegen Sivasspor. Drie dagen later liet coach Unai Emery hem ook debuteren in de Primera División, tegen Cádiz. Yeremy speelde in zijn eerste seizoen op het hoogste niveau 24 competitiewedstrijden, waarvan 18 als invaller. Hij speelde dat jaar ook negen wedstrijden in de Europa League, die zijn ploeggenoten en hij dat seizoen wonnen. In de finale tegen Manchester United was hij basisspeler. Hij veroverde in seizoen 2021/22 een vaste plek in de eerste elf. Op 27 februari 2022 scoorde hij vier keer in één wedstrijd, tegen RCD Espanyol.

## Clubstatistieken
| Seizoen | Club       | Competitie       | Competitie | Competitie | Beker | Beker | Internationaal | Internationaal | Totaal | Totaal |
| Seizoen | Club       | Competitie       | Wed.       | Dlp.       | Wed.  | Dlp.  | Wed.           | Dlp.           | Wed.   | Dlp.   |
| ------- | ---------- | ---------------- | ---------- | ---------- | ----- | ----- | -------------- | -------------- | ------ | ------ |
| 2020/21 | Villarreal | Primera División | 24         | 3          | 4     | 3     | 9              | 1              | 37     | 7      |
| 2021/22 | Villarreal | Primera División | 31         | 6          | 1     | 0     | 7              | 1              | 39     | 7      |
| 2022/23 | Villarreal | Primera División | 36         | 4          | 2     | 0     | 8              | 0              | 46     | 4      |
| Totaal  | Totaal     | Totaal           | 91         | 13         | 7     | 3     | 24             | 2              | 122    | 18     |

Bijgewerkt op 20 juli 2023.

## Interlandcarrière
Yeremy maakte deel uit van verschillende Spaanse nationale jeugdselecties. Hij bereikte met Spanje –17 de halve finale van het EK –17 van 2019 en met Spanje –21 de halve finale van het EK –21 van 2021. Yeremy debuteerde op 6 oktober 2021 in het Spaans voetbalelftal. Bondscoach Luis Enrique liet hem toen na 49 minuten invallen voor Ferran Torres tijdens de halve finale van de UEFA Nations League 2020/21 tegen Italië. Vier dagen later viel hij ook in tijdens de finale tegen Frankrijk (1–2 verlies). Luis Enrique nam Yeremy een jaar later mee naar het WK 2022, maar hierop kwam hij niet in actie.

## Erelijst
| Europa League | 1x | 2022/23 |